# Le Thor
Le Thor è un comune francese di 8 273 abitanti situato nel dipartimento della Vaucluse nella regione della Provenza-Alpi-Costa Azzurra.

## Società

### Evoluzione demografica
Abitanti censiti